# Народная рада Закарпатской Украины

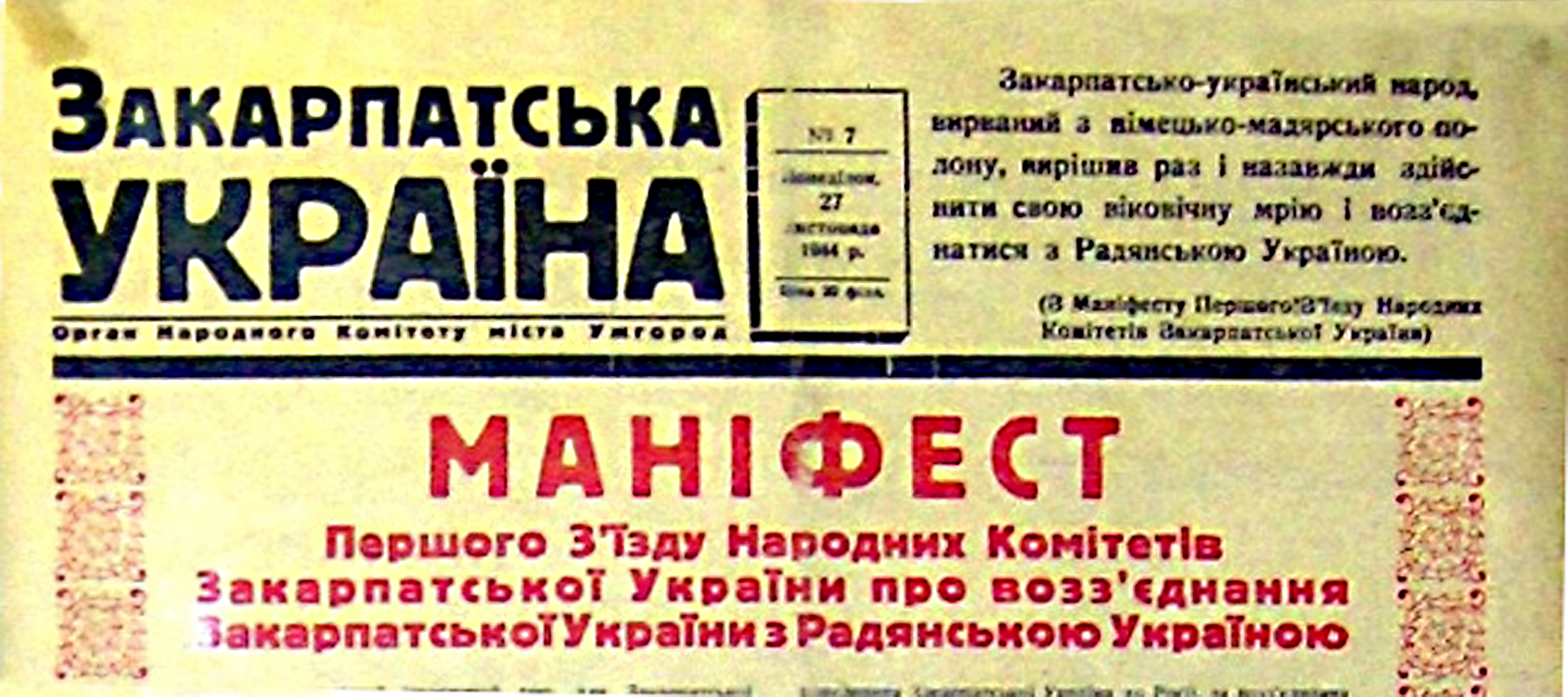
Манифест Первого съезда народных комитетов Закарпатской Украины о воссоединении Закарпатской Украины с Советской Украиной. Публикация в газете «Закарпатская Украина» от 27 ноября 1944 года.

Народная рада Закарпатской Украины (НРЗУ; укр. Народна рада Закарпатської України) — высший орган государственной власти, установленной в Закарпатской Украине после освобождения края Красной армией от венгерской оккупации в октябре 1944 года. Местом пребывания Рады был город Ужгород.
НРЗУ была избрана на Первом съезде народных комитетов Закарпатской Украины 26 ноября 1944 года в составе 17 человек. Председателем НРЗУ был избран Иван Туряница, первый секретарь Коммунистической партии Закарпатской Украины (КПЗУ), созданной накануне (19 ноября) на основе Закарпатской краевой организации КПЧ. Заместителями Туряницы стали Пётр Линтур и Пётр Сова.

## История формирования
Избран на Первом съезде народных комитетов Закарпатской Украины 26 ноября 1944 года в составе 17 человек. Главой совета был избран первый секретарь созданной накануне 19 ноября 1944 года Коммунистической партии Закарпатской Украины Иван Туряница, его заместителями стали Пётр Линтур и Пётр Сова.

## Деятельность

### Общие административные решения
Деятельность Совета была подчинена решениям Первого съезда народных комитетов Закарпатской Украины о воссоединении Закарпатской Украины с Советской Украиной и реализовывалась под контролем Коммунистической партии Закарпатской Украины путём издания декретов и постановлений так называемого переходного периода, направленных на советизацию края.
Декретом № 2 Совета было установлено, что правительственным органом Совета являются «Вестник народного совета Закарпатской Украины» и газета «Закарпатская Украина».
Одним из первых декретов Совета от 18 декабря 1944 года были созданы Специальный суд и следственную комиссию для рассмотрения дел лиц, сотрудничавших с прошлыми властями, и других врагов советской власти. В качестве составляющих нового политического режима была создана прокуратура, органы безопасности и милиция, народные дружины и другие местные органы, которые встали вспомогательным звеном формирующейся советской системы управления в регионе. Согласно декрету от 9 января 1945 года вся полнота власти в Закарпатской Украине принадлежала народу и осуществлялась через избранные им представительские органы — народные комитеты на местах и Народный Совет в центре. Совету принадлежало право контроля деятельности местных органов государственной власти и в случае необходимости назначения перевыборов местных советов. В компетенцию Совета как единственного законодательного и высшего исполнительного органа власти Закарпатской Украины принадлежало право руководства всей экономической, политической и культурной жизнью региона, для реализации которого он создал исполнительно-распорядительный орган — Правительство Закарпатской Украины, состоявшего из президии, её уполномоченных и соответствующих управлений, отделов и бюро.

### Национализация имущества и коллективизация
На протяжении 1944—1945 годов Совет декретами национализировал землю, фабрики, заводы, шахты, банки, транспорт, средства связи, и огласил их народной собственностью. До конца 1945 года в Закарпатье было национализировано 276 промышленных предприятий. Процесс коллективизации, инициированный Советом, продлился дольше и был завершен только в середине 1950-х годов, уже после прекращения его полномочий.

### Политика по отношению к религии
Совет произвёл преобразования социалистического характера в отрасли народного образования, культуры, охраны здоровья. В январе 1945 года Совет принял декрет «О свободной смене религии», которым фактически были начаты гонения на греко-католическую церковь, к которой относилось 60 % верующего населения края. Совет запустил тенденцию ограничения регистрация общин церкви, которая со временем полностью прекратилась, и в феврале 1949 униатская церковь на Закарпатье была полностью запрещена. Декретами Совета церковь была отделена от государства, а школа — от церкви. Уже в 1945 году в крае работало 500 начальных и 30 средних школ, 6 гимназий, а в октябре 1945 года был открыт Ужгородский государственный университет с четырьмя факультетами. Обучение велось на украинском языке, изучение русского языка при этом было обязательным.

### Национальная политика
Административным путём был решён также вопрос о национальной принадлежности населения Закарпатья: сначала специальным указом было официально запрещено использовать самоназвание «русины», а в выданных в связи с переписью населения 1946 года закарпатцам паспортах в графе национальность появилась запись «украинец». Произведённые Советом за 1944—1945 годы при активной поддержке партийных органов и военной администрации СССР преобразования способствовали советизации края и завершились его полной интеграцией в СССР. После ратификации советско-чехословацкого договора 1945 года о воссоединении Закарпатской Украины с советской Украиной в составе СССР и создания 22 января 1946 году Закарпатской области в составе УССР, Нородный совет Закарпатской Украины, выполнив свои функции, перестал существовать.

## Оценки
По мнению украинского языковеда Любомира Белея:

Манипулятивным и упрощенным является утверждение о том, что административным путем со стороны НРЗУ был решен вопрос о национальной принадлежности коренного населения Закарпатья. При этом утверждают, что сначала специальным указом было запрещено официально употреблять историческую самоназвание «русины», а в выданных в связи с переписью населения 1946 года закарпатцам паспортах в графе «национальность» появилась запись «украинец». Мол, украинская идентичность в Закарпатье — это продукт советского периода и тоталитаризма. При этом сознательно замалчивается то, что термин «русины» не противоречит термину «украинцы», потому что есть названию одного и того же народа, подтверждают многочисленные источники, начиная от периода Средневековья и заканчивая XX веком. Авторы и те, кто распространяют это утверждение, молчат и о том, что украинская идентичность утвердилась в крае уже в 1920—1930-х годах, что уже при Чехословацкой республике сами местные украинцы добились признания в Праге их права называть родной край Карпатской Украины, а не только Подкарпатской Русью; что Конституционным Актом ч. 1 Карпатской Украины официально утверждены её соответствующее название, государственный украинский язык, государственный сине-желтый флаг, герб Тризуб св. Владимира Великого и государственный гимн «Ще не вмерла Украина». Замалчивание этого, довоенного этапа существования украинской идентичности и приписывание её появления решением НРЗУ имеет глубокие причины, одной из главных среди них является сепаратистское движение «неорусинства»
— 
Осуществленные в 1944—1945 годах НРЗУ, при активной поддержке партийных органов и военной администрации СССР, преобразования способствовали советизации края и завершились его полным интегрированием в СССР. В 1945 году был ратифицирован советско-чехословацкий договор о воссоединении Закарпатской Украины с Советской Украиной в составе СССР. 22 января 1946 года в составе УССР была создана Закарпатской области. После этого НРЗУ, выполнив свои задачи, самораспустилась.